# Naphthazarin
Naphthazarin ist eine chemische Verbindung aus der Gruppe der Chinonfarbstoffe. Sie wurde 1861 von François-Zacharie Roussin entdeckt.

## Vorkommen
Naphthazarin konnte in den Wurzeln einiger Vertreter der Raublattgewächse (u. a. in der Lotwurzen) gefunden werden.

## Gewinnung und Darstellung
Naphthazarin kann durch Reaktion von 2,3-Dichlornaphthazarin mit Zinn(II)-chlorid, gefolgt von Oxidation, gewonnen werden.
Es kann auch in 45%iger Ausbeute durch Reaktion von 1,5-Dinitronaphthalin mit 40%igem Oleum und etwas Schwefel dargestellt werden.

## Eigenschaften
Naphthazarin ist ein lipophiler, dunkelbrauner Feststoff, der in Form von grünlich glänzenden Nadeln vorliegt.
Naphthazarin kommt in verschiedenen Kristallstrukturen vor, wobei die C-Form in der Raumgruppe Pc (Raumgruppen-Nr. 7) bei 60 K und Raumgruppe P21/c (Raumgruppen-Nr. 14) bei 300 K vorliegt.

## Verwendung
Naphthazarin ist ein Beizenfarbstoff, der in der Wollfärberei und im Zeugdruck verwendet wird (meist als Hydrogensulfitverbindung). Naphthazarin kann auch als Akarizid verwendet werden. Von Bedeutung sind auch einige Farbstoffe, die sich vom Naphthazarin ableiten.

### Medizinische Verwendung
Es gibt Hinweise, dass niedrige Dosen von Naphthazarin das Hirn des Modellorganismus C57BL/C vor der Parkinson-Krankheit schützen könnte. Es scheint, dass Naphthazarin die Zellen des Nervensystems durch Hormesis stressresistenter macht. Ein geringerer Verlust an dopaminergen Neuronen und eine verbesserte Beweglichkeit von C57BL/C konnte festgestellt werden.